# Тета-хилинг
Тета-хилинг (англ. Theta Healing) — зарегистрированный товарный знак метода медитации, признанного псевдонаучной практикой. Создан Вианной Стайбл в 1995 году. Её последователи утверждают, что метод учит людей развивать естественную интуицию, изменяя свой ритм головного мозга до тета-волн, которые, по мнению создателя метода, воздействуют на «эмоциональную энергию» и излечивают человека.
Метод считается спорным из-за его эзотерического характера. Создательница метода В. Стайбл была осуждена за мошенничество в 2016 году.

## Процесс
Тета-хилинг обычно проводится в форме отдельных сессий, на которых тета-практик сидит прямо напротив человека, выслушивает человека, использует диагностические вопросы. Сеанс может быть проведен и дистанционно по телефону или через Интернет с помощью веб-камеры и голосовой связи. Техника тета-хилинга основана на теории, что убеждения в сознательном и бессознательном состоянии человека напрямую влияют на его эмоциональное благополучие, что может влиять на физическое здоровье. Тета-практик использует метод медитации, который настраивается на энергию человека с целью улучшить его общее самочувствие и здоровье путем освобождения, как утверждает Вианна Стайбл, от негативных переживаний, блокирования мыслительных паттернов или генетически унаследованных паттернов для создания позитивного эмоционального благополучия.
Медитируя, человек якобы получает доступ к Создателю, который и помогает мгновенно излечиться от любых болезней и убрать негативные переживания.
Технику тета-хилинга всегда учат использовать в сочетании с традиционной медициной.

### Обучение
Существуют разные уровни обучения тета-хилингу, такие как: базовый, продвинутый и так далее. Они дают право тета-практикам пользоваться методом.

## Философия
Основа философии тета-хилинга — это изобретённое Вианной Стайбл понятие «Семь Планов Существования». По её словам, эти планы существования открывают доступ к «Создателю всего».
Тета-волны якобы настраиваются на контакт с Создателем, энергией Всего Сущего, которая излечивает болезни.
Согласно тета-хилингу все тета-практики и инструкторы техники должны быть максимально открыты для всех людей, принимать их, независимо от происхождения человека или его религии.

## Критика
Философию тета-хилинга критикуют за её эзотерическое основание, подобие верования, нежели научного метода, а также за отсутствие доказательств какой бы то ни было эффективности. Метод тета-хилинга также подвергся критике со стороны Эдзарда Эрнста как «преступный» и «не подкрепленный никакими доказательствами».
Создательница метода, Вианна Стайбл, была осуждена за мошенничество, за нарушение контракта и была приговорена к штрафу 517 734 доллара судом штата Айдахо. Стайбл утверждала что с помощью тета-хилинга излечилась от рака. Но её бывший муж дал в суде показания, что у неё никогда не был диагностирован рак.